# Cal Sastre (Sant Hilari Sacalm)
Cal Sastre és una masia de Sant Hilari Sacalm (Selva) inclosa a l'Inventari del Patrimoni Arquitectònic de Catalunya.

## Descripció
Masia situada a la nova urbanitzaci'o de Cal Sastre, a la sortida del nucli, en direcció a Villavecchia.
Actualment s'hi fa turisme rural i es troba en molt bon estat, i té altres edificacions al voltant.
Consta de dues plantes i té una coberta a doble vessant amb teula àrab.
La porta d'entrada és amb dovelles i arc de mig punt i les finestres tenen totes forma quadrangular amb llinda monolítica.
Al costat de la masia hi ha un pou, amb una gran obertura, realitzat amb pedra i amb parets molt gruixudes. Queda tancat per una reixa de ferro i al costat hi ha una pica de pedra.
A pocs metres de la masia hi ha un parc adptat com a zona de picnic on hi ha la font de Cal Sastre.

## Història
La masia apareix esmentada a la dotació de l'església de Sant Hilari el 1199. L'aspecte actual ve donat per una important reforma efectuada al segle xix.